# Mooleptus rabuka
Pour les articles homonymes, voir Metaleptus.
Genre
Synonymes
- Metaleptus Machida, Ogawa & Okiyama, 1982
invalidé pour cause de synonymie

Espèce
Mooleptus rabuka, unique représentant du genre Mooleptus, est une espèce de nématodes de la famille des Physalopteridae.

## Taxinomie
Décrit par Machida, Ogawa et Okiyama en 1982, il est placé dans un genre monotypique, Metaleptus. Ce nom existant déjà dans la nomenclature zoologique pour un genre de longicornes, Metaleptus, celui du nématode est renommé en 2010 par Hüseyin Özdikmen en Mooleptus, Les trois premières lettres commémorant les descripteurs originaux de l'espèce.